# Czerniwci
Czerniwci (ukr. Чернівці; hist. pol. Czerniejowce) – osiedle typu miejskiego w obwodzie winnickim Ukrainy, siedziba władz rejonu czerniweckiego, nad Murafą.
Pierwsza wzmianka o miejscowości pochodzi z roku 1392. Status osiedla typu miejskiego posiada od 1961.
Miejsce urodzenia generała powstania listopadowego Karola Różyckiego oraz kompozytora Kazimierza Lubomirskiego.

## Historia
Według opisu Słownika Królestwa Polskiego – Czernijowce, Czemijowce były urzędowo pisane jako Czerniowce. W XIX wieku miasteczko w ówczesnym powiecie jampolskim położone nad rzekami Murafą i Muraszką.
Przez krótki czas nazywane Skinderpol, bowiem w roku 1546, jak podaje Słownik, posiadał tę osadę Biały Skinder, od którego nazwę przyjęła. W roku 1595 osadę wykupił hetman Jan Zamoyski i lokował tu miasto. Krótko było ono własnością Macieja Jabłonowskiego, bowiem już w 1613 skwitował on Tomasza Zamoyskiego z zapisów na Skinderpolu i innych.
Książę Jerzy Lubomirski nadał kościołowi czerniejowskiemu w 1728 r. wieś Kosy.
Pod rozbiorami siedziba gminy Czerniejowce w powiecie jampolskim guberni podolskiej.
Około roku 1880 liczyło 4228 mieszkańców, ziemi włościańskiej 4 617 mórg, dworskiej 2 775. W mieście były 2 cerkwie, synagoga, apteka, kościół parafialny, wymurowany w roku 1640 przez Stanisława Koniecpolskiego, hetmana koronnego. Jak podaje Słownik: pięknie odnowiony kosztem parafian a staraniem ks. Witoszyńskiego, ówczesnego proboszcza.
W mieście był zarząd gminny. Z obiektów przemysłowych: gorzelnia, browar oraz 2 młyny. W miasteczku odbywały się 26 jarmarki rocznie, sklepów stałych 25, rzemieślników 66.
Miasteczko miało 5 przedmieść: Hibalówka, Hucynówka, Mazurówka, Muraszka i Pawłowice.
Parafia dekanatu jampolskiego dusz liczyła 4 254. Było to niegdyś miasto obronne, należało do Koniecpolskich, Lubomirskich, Komarów. W drugiej połowie XIX w. należało do Adolfa Bożeniec-Jełowieckiego.